# Мой ужасный сосед
«Мой ужасный сосед» (в оригинале — «Человек по имени Отто», англ. A Man Called Otto) — американский комедийно-драматический фильм режиссёра Марка Форстера. Стал второй киноадаптацией романа Фредрика Бакмана «Вторая жизнь Уве» (после шведского фильма 2015 года). Главную роль в фильме исполнил Том Хэнкс. Премьера фильма состоялась 25 декабря 2022 года.

## Сюжет
Отто Андерсон, 63-летний вдовец, живет в пригороде Питтсбурга, штат Пенсильвания. Выйдя на пенсию и уволившись из сталелитейной компании, он планирует совершить самоубийство. Полгода назад у него умерла жена Соня, школьная учительница.
Отто собирается повеситься, но ему мешают новые соседи из дома напротив: Марисоль, Томми и их две дочери, Эбби и Луна. Во флэшбэках демонстрируется, как в молодости Отто пытался поступить на службу в армию, но не прошёл медосмотр из-за гипертрофической кардиомиопатии. Он знакомится с Соней в поезде, вернув ей книгу, которую она обронила на перроне.
Отто снова пытается покончить с собой, на сей раз подсоединив садовый шланг к выхлопной трубе автомобиля с целью отравиться угарным газом. Он вспоминает ужин с Соней и признаётся ей, что его не взяли в армию из-за болезни сердца и у него нет работы. В ответ Соня целует его. Марисоль срывает попытку самоубийства Отто, попросив отвезти её и детей в больницу, так как Томми упал с лестницы, которую ему одолжил Отто, и сломал ногу. Отто неохотно соглашается.
Отто вспоминает о получении диплома бакалавра: в тот день он попросил Соню выйти за него замуж. В настоящем времени он собирается броситься под поезд, но внезапно стоящий рядом пожилой мужчина теряет сознание и падает на рельсы. Отто спасает мужчину, а видео с этим инцидентом становится вирусным. Отто преподаёт Марисоль урок вождения, а затем они посещают любимую кондитерскую Сони, куда раньше пара ходила каждые выходные. Отто рассказывает Марисоль о своей дружбе с человеком по имени Рубен. Они вместе работали над сводом правил поведения в поселке, причем Отто был председателем общества жильцов. Они расстались после того, как Рубен стал предпочитать машины марок Ford и Toyota, в то время как Отто был верен Chevrolet, и в итоге Рубен сменил Отто на посту председателя. Рубен, перенесший инсульт, сейчас прикован к инвалидному креслу, и за ним ухаживают его жена Анита и сосед Джимми.
Местный подросток-тpансгендер Малкольм, который развозит газеты и рекламные проспекты по посёлку, узнаёт в Отто мужа своей учительницы Сони. Малькольм рассказывает, что Соня была одним из немногих людей, которые принимали его таким, какой он есть. Между ними завязывается дружба, и Отто чинит велосипед Малькольма. Отто игнорирует журналистку Шари Кензи, которая пытается взять у Отто интервью в связи с вирусным видео на станции. Он злится на Марисоль и агента по недвижимости компании Dye & Merika, не желая примириться со смертью Сони. Он пытается совершить самоубийство с помощью дробовика, но ему мешает Малкольм, который просит разрешения переночевать у него, так как отец выгнал его из дома.
Отто узнаёт, что компания Dye & Merika планирует принудительно поместить Рубена в дом престарелых и забрать их дом. Выясняется, что риэлторы незаконно получили доступ к медицинским данным и узнали, что у Аниты диагностирована болезнь Паркинсона. Отто соглашается помочь Аните и Рубену в борьбе за недвижимость. Марисоль не хочет содействовать Отто, пока тот не рассказывает, как они вместе с Соней ездили на Ниагарский водопад, чтобы отпраздновать беременность Сони. По дороге домой автобус, в котором они ехали, разбился. Соню парализовало, и у неё произошёл выкидыш. После выписки Сони из больницы и возвращения домой выяснилось, что окружающая среда не приспособлена к нуждам инвалидов. После острой конфронтации с представителем Dye & Merika Отто сняли с поста председателя общества жильцов. 
С помощью соседей и Шари Кензи Рубену и Аните удаётся сохранить свой дом. Отто теряет сознание и попадает в больницу, где указывает Марисоль в качестве ближайшей родственницы. Кардиолог сообщает Марисоль, что у Отто слишком большое сердце, и она смеется, после чего вскоре рожает сына.
Три года спустя Томми замечает, что Отто не почистил снег на дорожке у дома. Марисоль и Томми входят в дом Отто и обнаруживают, что он умер от сердечного приступа. Проходят похороны, на которых присутствуют его соседи. В письме к Марисоль Отто сообщает, что адвокат предоставит ей доступ к его банковским счетам, чтобы хватило денег на обучение детей, а также отдаст дом и новую машину.

## В ролях
- Том Хэнкс — Отто
  - Трумэн Хэнкс — молодой Отто
- Мариана Тревиньо[англ.] — Марисоль
- Рэйчел Келлер — Соня
- Мануэль Гарсия-Рульфо[англ.] — Тони
- Кэмерон Бриттон — Джимми
- Майк Бирбилья — риэлтор

## Производство
В сентябре 2017 года стало известно, что Том Хэнкс сыграет главную роль в ремейке шведского фильма 2015 года «Вторая жизнь Уве», основанного на романе «Вторая жизнь Уве» Фредрика Бакмана. Также он стал продюсером фильма вместе с Гари Гетцманом, Ритой Уилсон и Фредриком Викстрёмом Никастро. В январе 2022 года на роль режиссёра фильма был назначен Марк Форстер, сценаристом киноадаптации стал Дэвид Маги. В феврале 2022 года было объявлено, что компания Sony Pictures приобрела права на фильм за сумму порядка 60 млн долларов США на Европейском кинорынке.

### Подбор актёров
К концу января 2022 года стало известно, что помимо Тома Хэнкса в фильме снимутся Мариана Тревиньо, Мануэль Гарсия-Рульфо и Рэйчел Келлер. В марте к актёрскому составу присоединились Кэмерон Бриттон и Майк Бирбилья.

### Съёмки
Съёмки фильма начались в Питтсбурге (штат Пенсильвания) в феврале 2022 года и завершились в мае 2022 года.

## Премьера
Ограниченный выход в прокат состоялся 30 декабря 2022 года в Нью-Йорке и Лос-Анджелесе. 13 января 2023 года состоялся полноценный выход в прокат на территории США. Изначально премьера была запланирована на 25 декабря 2022 года, но затем её сдвинули.

## Восприятие
На сайте-агрегаторе Rotten Tomatoes фильм имеет рейтинг 69 %, основанный на 149 рецензиях критиков со средним баллом 6,1 из 10. «Консенсус критиков» сформулирован так: «Оставьте весь ваш цинизм за дверью и позвольте фильму задеть струны вашей души проверенной временем мелодией — и она запоёт». На сайте-агрегаторе Metacritic рейтинг фильма составляет 52 балла из 100 возможных на основании 33 обзоров критиков, что означает «средние или смешанные отзывы».